# Nyssosternus duidaensis
Nyssosternus duidaensis là một loài bọ cánh cứng trong họ Cerambycidae.